# Monroika africana
Monroika africana är en ringmaskart som först beskrevs av Monro 1939.  Monroika africana ingår i släktet Monroika och familjen Sabellidae. Inga underarter finns listade i Catalogue of Life.